# Haemogamasidae
Haemogamasidae es una familia de ácaros perteneciente al orden Mesostigmata.

## Géneros
La familia comprende los siguientes géneros:
- Acanthochela Ewing, 1933
- Brevisterna Keegan, 1949
- Euhaemogamasus Ewing, 1933
- Eulaelaps Berlese, 1903
- Haemogamasus Berlese, 1889
- Ischyropoda Keegan, 1951
- Terasterna Zhou, Gu & Wen, 1995